# Мигло
Мигло́ (фр. Miglos) — коммуна во Франции, находится в регионе Юг — Пиренеи. Департамент коммуны — Арьеж. Входит в состав кантона Тараскон-сюр-Арьеж. Округ коммуны — Фуа.
Код INSEE коммуны — 09192.

## Население
Население коммуны на 2008 год составляло 107 человек.
| 1962 | 1968 | 1975 | 1982 | 1990 | 1999 | 2008 |
| ---- | ---- | ---- | ---- | ---- | ---- | ---- |
| 73   | 105  | 120  | 94   | 97   | 80   | 107  |

## Экономика
В 2007 году среди 64 человек в трудоспособном возрасте (15—64 лет) 46 были экономически активными, 18 — неактивными (показатель активности — 71,9 %, в 1999 году было 63,5 %). Из 46 активных работали 37 человек (22 мужчины и 15 женщин), безработных было 9 (7 мужчин и 2 женщины). Среди 18 неактивных 13 человек были пенсионерами, 5 были неактивными по другим причинам.

## Достопримечательности
- Замок Мигло: был построен в начале XIII века на скале высотой 750 м. Во время революции был сильно повреждён. Замок в настоящее время реставрируется.
- Романская церковь св. Гилария